# Bedřich Havlena
Bedřich Havlena (18. května 1888 Nová Lhota – 21. června 1918 San Donà di Piave) byl český voják, za první světové války příslušník československých legií v Itálii popravený  v rakouském zajetí.

## Život
Bedřich Havlena se narodil v hájence u Nové Lhoty na čáslavsku. Vyučil se truhlářem, později se stal berním úředníkem a pracoval pak na okresním berním úřadu v Žamberku. Protože byl jedním ze zakládajících členů Sokola zapojil se v Žamberku aktivně do sokolského hnutí.
Po vypuknutí 1. světové války byl odveden na italskou frontu, kde při první příležitosti dezertoval do italského zajetí. Ze zajatců a přeběhlíků byl v lednu 1917 formován Československý dobrovolnický sbor a Bedřich Havlena se na jeho zakládání aktivně podílel společně s bratry Sokoly Janem Čapkem a Břetislavem Bartošem. Po jednáních vedených dr. Eduardem Benešem a gen. M. R. Štefánikem souhlasila italská vláda s vytvořením československého vojska v Itálii. Dne 24. května 1918 pak došlo na Piazza Venezia v Římě k slavnostnímu předání praporů československým plukům. Mezi nastoupenými legionáři byl i Bedřich Havlena a zazněla zde poprvé na mezinárodním fóru píseň „Kde domov můj“ jako státní hymna.
V červnu 1918 zahájilo 58 rakouských divizí ofenzivu na řece Piavě. Vedle italských, amerických a francouzských divizí se bojů zúčastnila i divize československá. Havlena se ještě s několika dalšími spolubojovníky dostal do rakouského zajetí, kde nad nimi byl téměř okamžitě vynesen trest smrti za velezradu, který byl vykonán 21. června 1918.

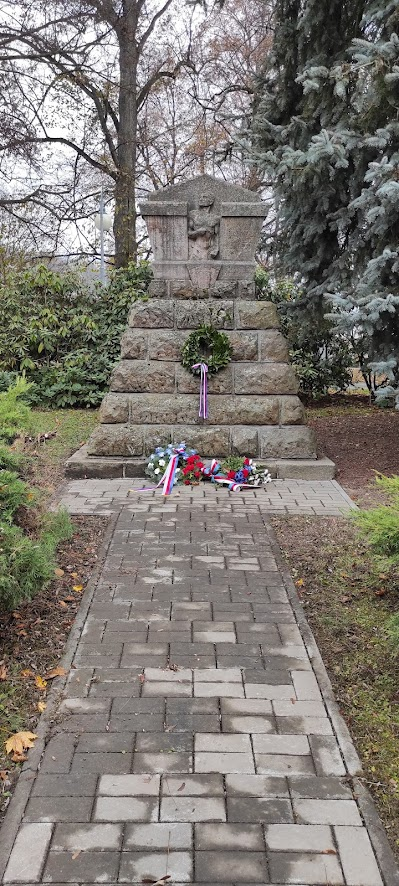
Pomník Bedřicha Havleny v Žamberku